# Octodon bridgesi
Octodon bridgesi é um gênero de roedor da família Octodontidae. Pode ser encontrado no Chile entre as latitudes de 34°15' até 40°S, e possivelmente na Argentina.